# Giáo hoàng Phaolô III
Giáo hoàng Phaolô III (Tiếng Latinh: Paulus III, Tiếng Ý: Paolo III) (29 tháng 2 năm 1468 – 10 tháng 11 năm 1549) là vị Giáo hoàng thứ 220 của Giáo hội Công giáo Rôma.
Theo niên giám Tòa Thánh năm 1806 thì ông đắc cử Giáo hoàng năm 1534 và ở ngôi Giáo hoàng trong 15 năm 29 ngày. Niên giám tòa thánh năm 2003 xác định ông đắc cử Giáo hoàng ngày 13 tháng 10 năm 1534, ngày khai mạc chức vụ mục tử đoàn chiên chúa là ngày 3 tháng 11 năm 1534 và ngày kết thúc triều đại của ông là ngày 10 tháng 11 năm 1549
.

## Dòng họ Farnese
Giáo hoàng Phaolô III sinh tại Rôma hoặc Canino ngày 29 tháng 2 năm 1468 với tên thật là Alessandro Farnese.
Farnese là một dòng họ Rôma xưa mà đất đai chiếm lĩnh tập hợp chung quanh hồ Bolsena. Mặc dù thuộc giới quý tộc Rôma, họ xuất hiện lần đầu tiên trong lịch sử ở Viterbe và Orvieto: trong các nhân chứng của hiệp ước Venezia giữa Barberousse và Giáo hoàng, chúng ta tìm thấy chữ ký của một Farnese với tư cách là quản đốc Orvieto; một Giám mục Farnese đã thánh hiến nhà thờ chính tòa ở đó.
Trong cơn sốt chính trị liên miên chiếm lĩnh bán đảo, những người Farnese là những người thuộc phái Giáo hoàng xác tín. Ông nội của Giáo hoàng tương lai là tổng tư lệnh có bổng lộc của các đội quân Giáo hoàng dưới triều Êugêniô IV; con trưởng của ông đã chết trong trận Fornuova; con thứ hai, Pier Luigi đã kết hôn với Giovanelle Gaetani, em gái của lãnh chúa Semoneta. Trong số các con có người đẹp Giulia, người đã kết hôn với một ông Orsini và Alessandro sau là Giáo hoàng Phaolô III.

## Trước khi thành giáo hoàng

### Giáo dục
Alessandro đã nhận được một nền giáo dục tốt nhất mà thời kỳ ông có thể có: trước tiên là ở Rôma, nơi ông có Pomponio Leto làm người đỡ đầu; rồi ở Florentia, tại cung điện của Laurent le Magnifique, nơi sinh ra tình bạn của ông với giáo hoàng Lêô X tương lai, nhỏ hơn ông 6 tuổi.

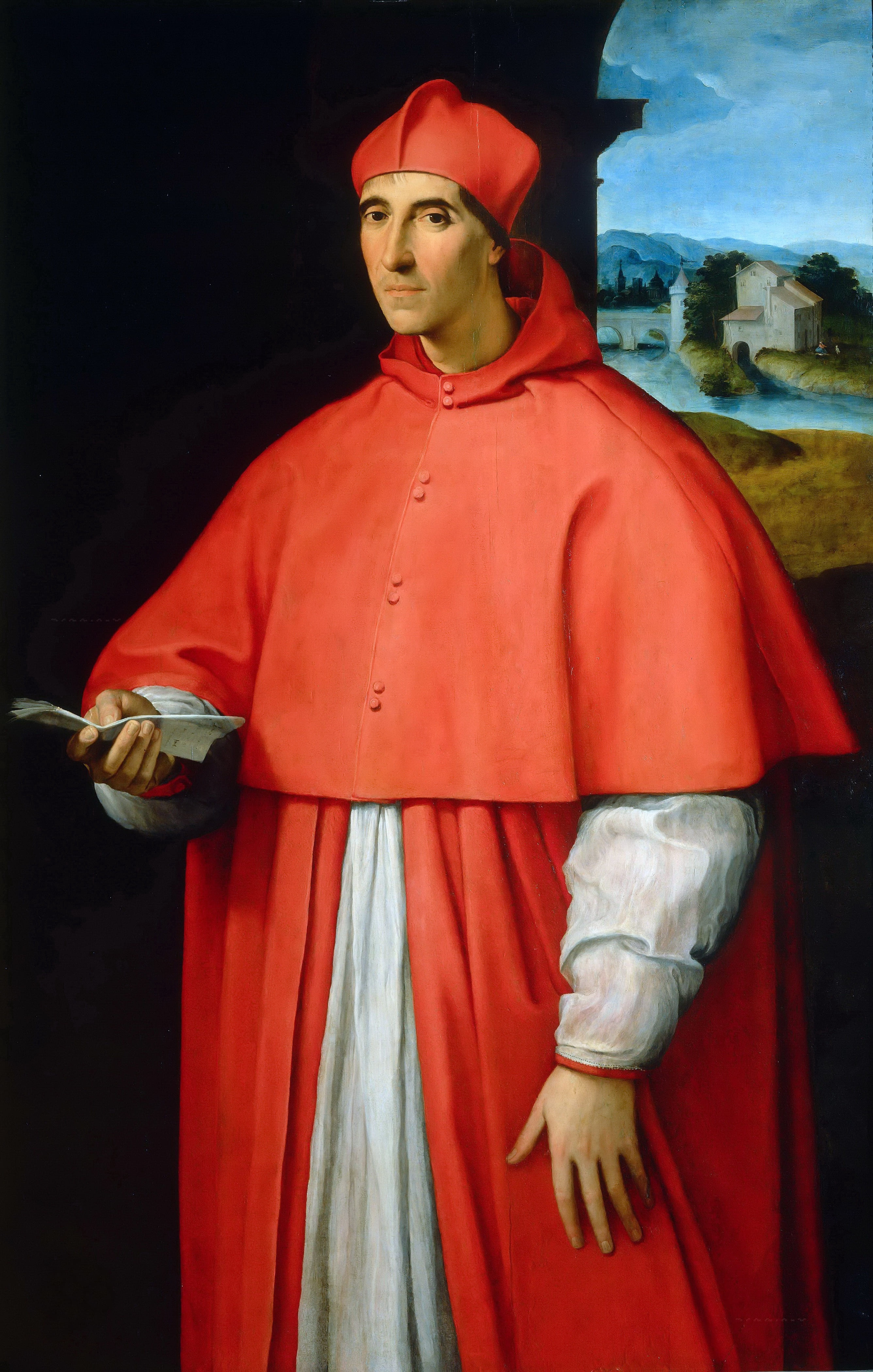
Alessandro Farnese, chân dung phác họa bởi Raffaello.

Những người cùng thời khen ngợi học thức uyên bác của ông trong tất cả các môn học của thời Phục hưng, đặc biệt là bằng cao học của ông về văn chương cổ điển Latinh và Italia. Với những lợi ích về dòng họ và tài năng như thế sự thăng tiến của ông trong sự nghiệp Giáo hội là vững chắc và nhanh chóng.

### Đời sống
Người ta cho rằng Phaolô III đã hoãn lại lễ thụ phong để tiếp tục lối sống bừa bãi của mình, ông là cha của bốn đứa trẻ (ba con trai và một con gái) với tình nhân của ông là Silvia Ruffini .Ông đã cắt đứt mối quan hệ với bà này vào khoảng năm 1513.
Không có bất cứ một bằng chứng nào về hoạt động tình dục trong thời gian ông làm Giáo hoàng . Ông đã phong cho con trai không hợp pháp của ông trở thành công tước đầu tiên của Parma..

### Hồng y
Ngày 20 tháng 9 năm 1493, ông đã được giáo hoàng Alexanđê VI phong chức hồng y phó tế của nhà thờ các thánh Côma và Đamianô. Ông mặc phẩm phục đỏ trong hơn 40 năm, xuyên suốt mọi cấp bậc cho đến khi trở thành niên trưởng hồng y đoàn.
Tương hợp với những vụ lạm dụng vào thời đại ông, ông đã tích lũy được nhiều lợi lộc béo bở, nhưng ông cũng chi tiêu số lợi tức khổng lồ một cách hào hiệp, nên ông đáng được các nghệ sĩ khen ngợi và dân chúng Rôma quý mến. Khả năng tự nhiên và tài ngoại giao khéo léo của ông đạt được từ kinh nghiệm lâu dài đã làm cho ông đáng có được một uy tín lớn trong các đại biểu ở hồng y đoàn.
Cung điện của ông với một dáng vẻ huy hoàng, tráng lệ vượt trên tất cả các nơi khác của Rôma. Việc ông tiếp tục được ân huệ ngày càng tăng dưới triều các Giáo hoàng có tính cách đối nghịch nhau như dòng họ Borgia, Rovere và Medicis là một bằng chứng đủ cho thấy tài khéo léo của ông.

## Giáo hoàng

### Bầu cử
Trong hai cơ hội trước đó, ông được xem như suýt đạt được chiếc mũ ba tầng; khi cơ mật viện họp vào năm 1534, với thể thức bỏ phiếu toàn dân, thiếu chút nữa thì ông đã được tuyên bố là người kế nhiệm Giáo hoàng Clêmentê VII. Ông phải dựa vào uy tín, danh tiếng của mình và vào thiện ý của các hồng y để làm cho người ta tin rằng các phe chia rẽ hồng y đoàn đã đồng tình với nhau về việc bầu ông.
Phaolô III lên ngôi, tuy đã 67 tuổi, nhưng là con người cương nghị, thông minh, tài giỏi. Ông được mọi người coi là một con người thời đại; đạo đức và nhiệt thành với những cái đã nêu rõ đức tính của ông từ khi ông trở thành linh mục, đã cho phép quên đi những việc ngông cuồng thời trai trẻ của ông.
Không ai, sau khi đã thấy bức chân dung ông do Le Titien vẽ lại có thể quên được sự diễn đạt tuyệt vời vẻ mặt hao mòn và hốc hác của ông. Đôi mắt nhỏ, sắc và thái độ đặc biệt của một người sẵn sàng nhảy tới trước hoặc lùi lại sau nói lên được nhiều điều về nhà ngoại giao dạn dày này, rằng người ta sẽ tốn công vô ích khi tìm cách lạm dụng hoặc làm giảm đi sự đề phòng cảnh giác của ông.
Dân chúng Rôma vui mừng về việc người được bầu lên chức Giáo hoàng là công dân đầu tiên của thành phố kể từ Giáo hoàng Martino V.

Giáo hoàng Paulus III (giữa) cùng với con trai lớn của ông, Hồng y Alessandro Farnese (trái) và Ottavio Farnese, Công tước xứ Parma (phải). Họa phẩm của Titian.

Phaolô III đăng quang ngày 3 tháng 11 và không mất thời gian để bắt tay ngay vào những cải cách cần thiết.

### Gia đình trị
Từ sự cẩn thận tột độ của ông và từ sự khó làm cho ông quên lãng những nghĩa vụ trách nhiệm, Pasquino đã rút ra nhận xét rằng Paul III là một "Vas dilationis" (Chiếc bình chứa những sự trì hoãn). Lúc lên ngôi Giáo hoàng, ông làm lễ rửa tội cho hai đứa cháu nội và ngoại. Ông bị lên án về tính cách gia đình trị và cố chấp của mình.
Việc nâng lên chức hồng y các cháu của ông, Alessandro Farnese, 14 tuổi và Guido Ascanio Sforza 16 tuổi đã làm phật ý phe cải cách và dẫn đến những phản đối của hoàng đế, nhưng điều đó đã được tha thứ sau đó ít lâukhi ông đã đưa vào hồng y đoàn những người có nghị lực tinh thần: Reginald Pole, Contanini, Sadoleto và Caraffa.

### Bảo trợ cho nghệ thuật
Ông yêu chuộng nghệ thuật và trăn trở về diện mạo đô thị của Rôma. Ông là người bảo trợ vĩ đại của văn hoá và nghệ thuật, đã bổ nhiệm danh hoạ Michelangelo làm kiến trúc sư vĩnh viễn cho Đền Thánh Phêrô. 
Ông uỷ thác cho Michelangelo dự án Campidoglio, bích họa đồ sộ Ngày Phán Xét Cuối Cùng, vòm Đền Thánh Phêrô và Cung Điện Farnese. 

### Cai quản giáo hội

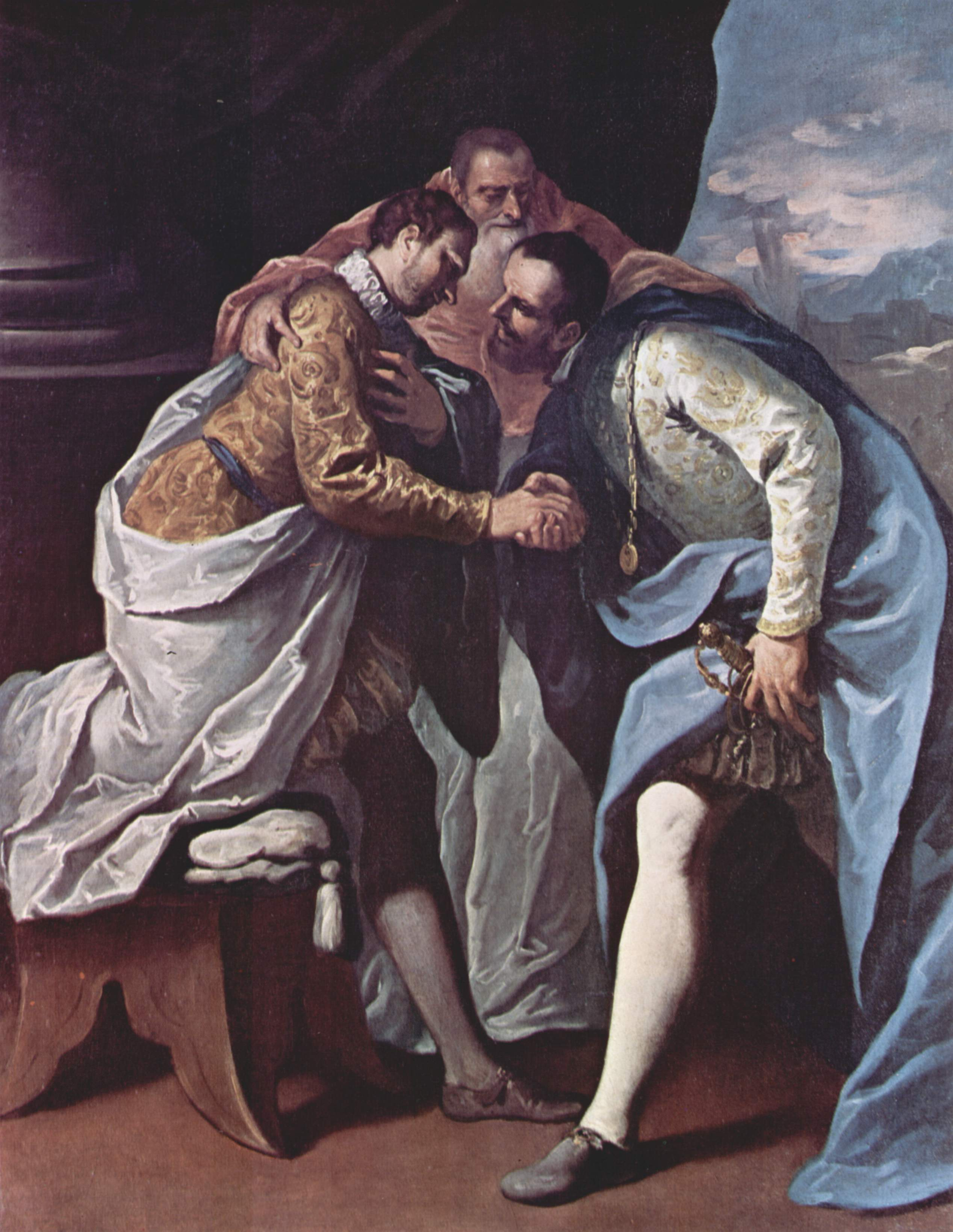
Giáo hoàng Paulus III (giữa) cùng với Karl Quint và Francois I của Pháp. Họa phẩm của Sebastiano Ricci.

Tình hình Giáo hội lúc ấy rất nghiêm trọng. Bên ngoài, Hồi giáo đã tiến sâu vào lục địa châu Âu, bên trong các vua Công giáo hận thù nhau. Giáo thuyết Luther lan tràn khắp nơi, vua Henry VIII bách hại đạo.
Ông chính thức phê chuẩn dòng Tên (Chúa Giêsu) vào năm 1540. Dòng được điều khiển một cách chuyên chế bởi một linh mục trưởng được bầu cho suốt đời và được Giáo hoàng xác nhận.
Trước sự lớn mạnh của Tin lành và cuộc tranh luận với Martin Luther, Phaolô III đồng ý có những cuộc thảo luận tương tự như các cuộc thảo luận đã diễn ra ở Worms (1521), Augsbourg (1530). Các cuộc thảo luận như thế đã được diễn ra ở Haguenau, Worms và Ratisbonne từ năm 1540 cho tới năm 1541 nhưng những cuộc thảo luận này đều thất bại. Tới lúc đó, những ý nghĩ về hòa hoãn như của Erasme gần như bị bỏ rơi và phái cứng rắn được tán đồng.
Phái này do Jean-Pierre Carafa đứng đầu và được hậu thuẫn bởi Dòng Tên. Bộ điều tra tối cao được Phaolô III thành lập năm 1542 để tiến hành thủ tục chống lại các người lạc giáo, đã tồn tại cho đến năm 1967 trong Bộ Thánh Vụ, là Bộ duy nhất còn sử dụng thủ tục điều tra đã bị giáo luật hủy bỏ này.
Đối với Henry VIII, ông vận động hoàng đế Carlos Quinto tìm cách gây áp lực, nhưng việc không thành. Ở Pháp, sau vụ "dán bích chương" (1534), Giáo hoàng thúc vua Francois I cương quyết chống lại giáo phái Tin Lành. Ở Đức, ông kêu gọi các ông hoàng Công giáo đoàn kết lại thành một khối để đương đầu với liên minh Smalkalde.
Ông cũng lo tìm cách hòa giải giữa Carlos Quinto và Francois I. Năm 1538, hai bên đã đi đến một hiệp định đình chiến tại Nice, để cùng nhau chung sức đối phó với Hồi giáo.

## Công đồng cải cách

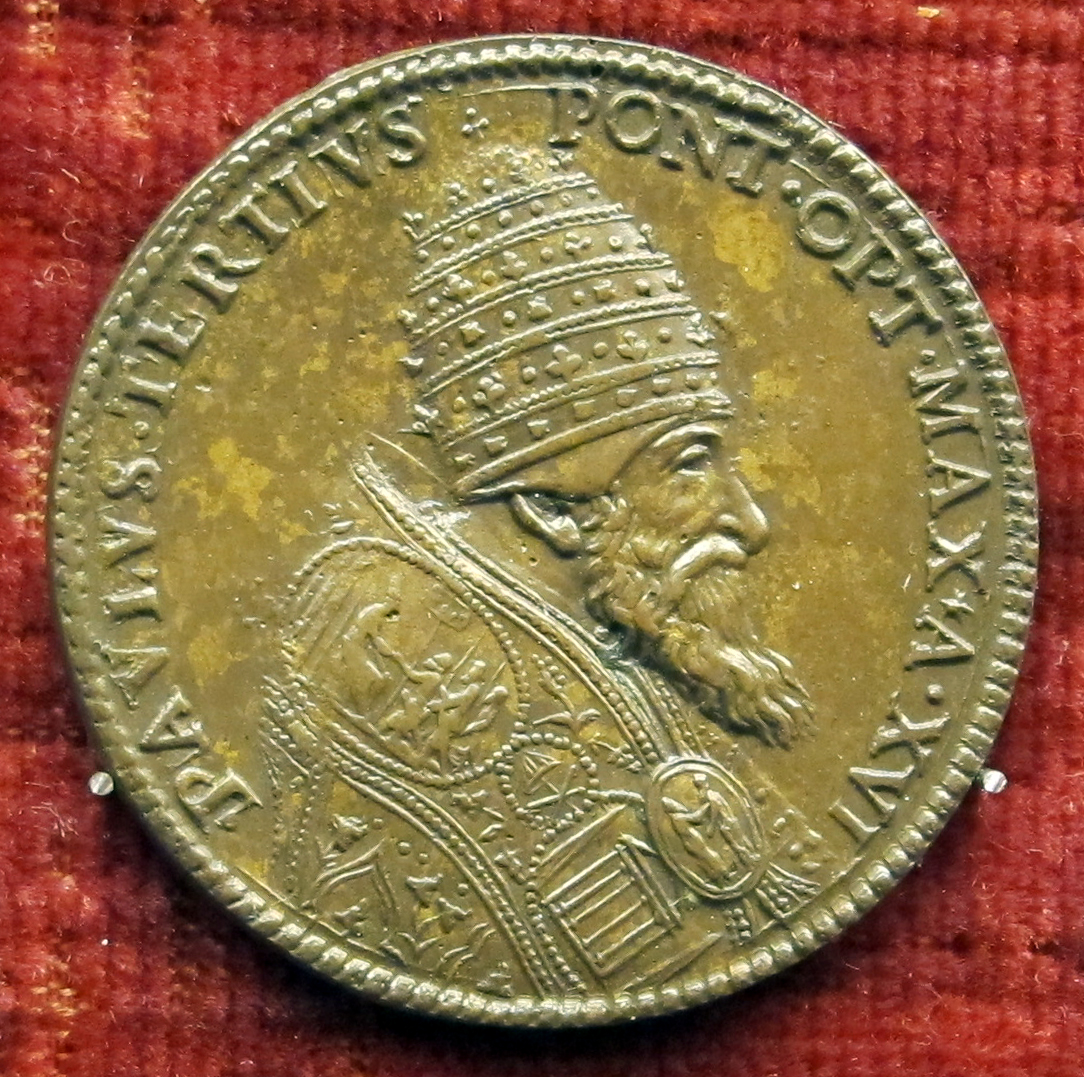
Chân dung Paul III trên một chiếc mề đay thời Phục hưng, năm 1549.

Paul III cũng nhận thấy cần một cuộc cải cách toàn diện do Tòa thánh đứng đầu, mà phương tiện hữu hiệu là đại công đồng. 

### Cải tổ tòa thánh
Ông tiến hành cải tổ Tòa thánh trước hết. Ông thiết lập hai thánh bộ: Bộ giáo sĩ, đặc trách hàng giáo sĩ Roma và Bộ thanh tra hành chính trong nước Roma, đặt dưới quyền những vị hồng y xứng đáng.
Ông lập một ủy ban cải tổ theo tinh thần Erasme gồm nhiều hồng y danh tiếng như Contarini, Sadolet, Reginald Pole... Nhiều ủy ban cải cách được thành lập để nghiên cứu các giải pháp. Trong khi đó, ông vẫn không quên cổ vũ việc cải tổ các dòng tu. Năm 1542, ông thiết lập Bộ thánh vụ và công bố bản Mục lục sách cấm (Index librorum prohibitorum) để khai trừ những người theo lạc thuyết và những sách báo nguy hại. 

### Triệu tập công đồng không thành
Việc triệu tập công đồng vẫn chưa thực hiện được.
Bên trong, một số người bị đe dọa bị mất bổng lộc, hoặc không muốn bỏ nếp sống cũ, tìm cách phá rối. Các cố vấn tại giáo triều cũng trình bày những khó khăn về tài chính, nên Tòa thánh phải hy sinh sinh những đặc quyền vè bổng lộc ở nhiều nơi. Bên ngoài, Giáo hoàng Paul III phải đối mặt với những khó khăn do các giáo phái và chính quyền gây ra.
Về phía Tin lành, khi họ được mời đến tham dự công đồng, họ đòi các mục sự của họ ngang hàng với các giám mục trong việc phát biểu và biểu quyết. Họ còn đặt điều kiện: trong khi tranh luận không được nại đến thánh truyền mà chỉ biết có thánh kinh. Ở Anh, Henry VIII đã tách khỏi khỏi Giáo hội.
Những cuộc đấu tranh giữa một bên là Charles Quint và một bên là vua Pháp cùng những người Tin Lành Đức đồng minh với ông (liên minh Smalkalde) đã trì hoãn ngày khai mạc và khiến cho ba lần tuyên bố triệu tập công đồng mà không thành.
Năm 1536, sau khi cử hồng y Verger sang Đức làm sứ thần, thăm dò hoàng đế Carlos và hàng giáo phẩm, Giáo hoàng Paul III tuyên bố triệu tập công đồng tại Mantua vào tháng 5 năm 1537. Vua Francois I vừa mới bắt tay với các ông hoàng Tin lành nên tỏ ra lãnh đạm. Charles thì bất mãn vì Mantua là địa điểm ngoài nước Đức, ông không thể gây ảnh hưởng. Ông đẹ dọa công tước ở Mantua khiến ông này tuyên bố không bảo đảm an ninh cho các nghị phụ. Paul III tuyên bố hoãn lại một năm và tuyên bố sẽ họp ở Vicencia ngày 1.5.1538.
Trở ngại chính ngăn cản công đồng là sự thù địch giữa Charles Quint và Francois I lại tăng lên. Vị Giáo hoàng già hy vọng tổ chức công đồng thành công, vì công tước Vicencia là người của ông, mặt khác ông đã thuyết phục được Charles và Francois I đã ký hiệp định Nice về một cuộc hưu chiến 10 năm. Như bằng chứng của sự thiện ý, một cháu gái của Paul III được gả cho một hoàng thân Pháp, và hoàng đế gả con gái của mình là Marguerite cho Ottavio, con trai của Pier Luigi, người sáng lập triều đại Farnese của Parme. Nhưng Carlos vẫn không đồng ý về địa điểm, mặt khác ông cũng hy vọng một chính sách hòa giải.
Sự tăng thêm quyền lực mà một nước Đức tái thống nhất đã đặt vào tay Charles Quint là không thể chấp nhận được với Francois, đến nỗi ông là người đã bách hại lạc giáo trong chính vương quốc của mình tàn bạo đến độ Giáo hoàng phải kêu gọi ông giảm nhẹ bớt bạo lực. Ông đã trở thành đồng minh trung thành của liên minh Smalcalđica, ông cổ vũ liên mình này bỏ tất cả những đề nghị mở đầu sự hòa giải.
Charles mặc dù ước muốn triệu tập công đồng nhưng ông vẫn giữ vững ý tưởng rằng sự khác biệt tôn giáo ở Đức có thể được giải quyết bởi một hội nghị họp lại hai bên. Những hội nghị này như mọi ý đồ nhằm giải quyết những khác biệt bên ngoài những tiến trình bình thường của giáo hội sẽ mất thời gian và làm nên nhiều điều xấu hơn là điều tốt. 

### Công đồng Trent

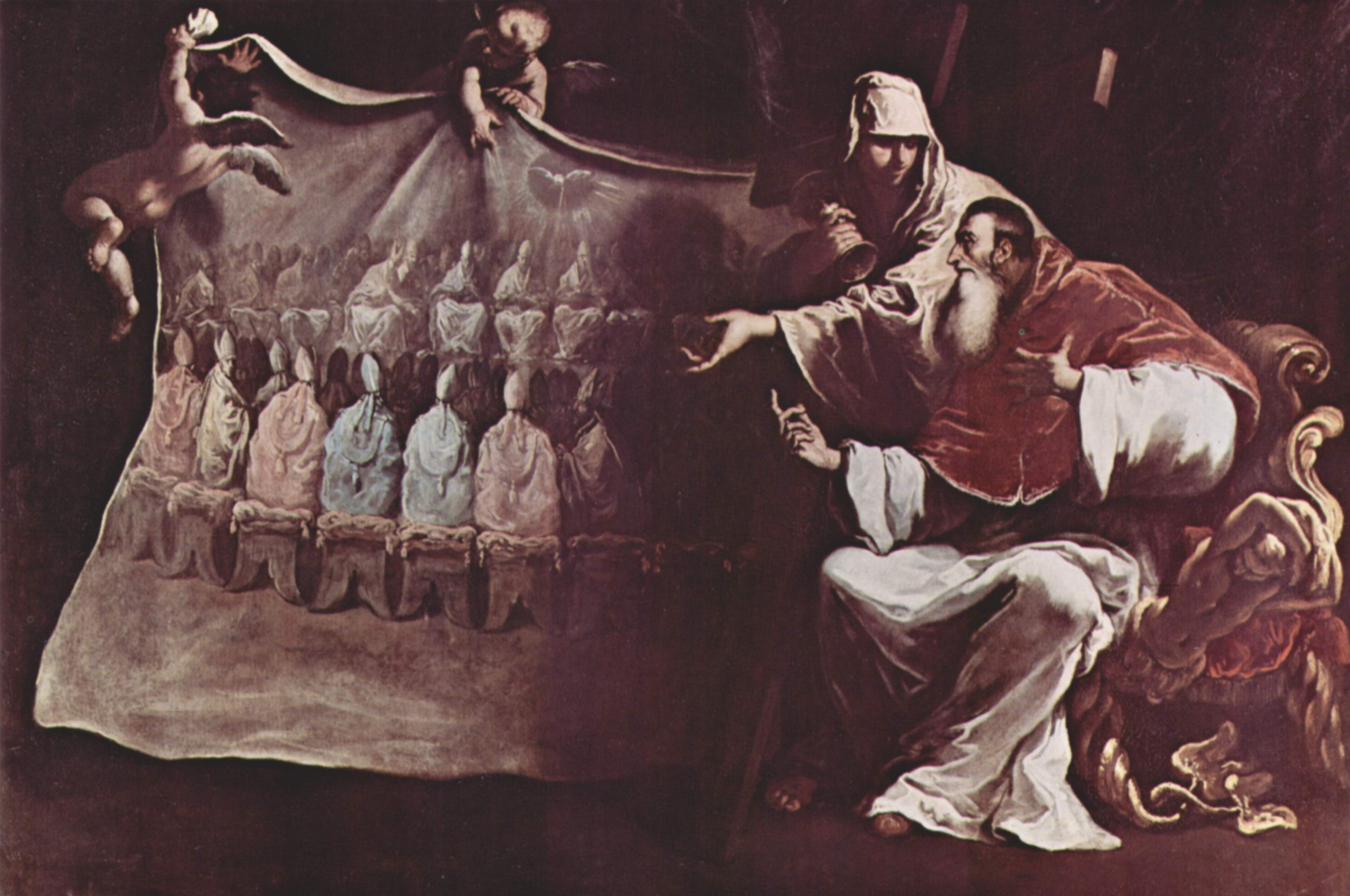
Giáo hoàng Paul III, được Đức tin dẫn lối triệu tập Công đồng Trent. Tranh của Sebastiano Ricci.

Charles mong muốn Vua Fernando nước Áo đề nghị với Giáo hoàng địa điểm Trento, một thị trấn nhỏ vùng Tyrol, dân chúng người Ý nhưng thuộc quyền hoàng đế La-Đức. Carlos đồng ý và công đồng được ấn định khai mạc vào ngày 22.5.1542.
Khi hiệp ước Crespi (ngày 18 tháng 9 năm 1544) chấm dứt các cuộc chiến tranh thảm hại giữa Charles Quint và Francois I, Phaolô III đã cương quyết tung ra lại dự định triệu tập công đồng đại kết. Giáo hoàng Phaolô III cử sứ thần đến gặp hai bên, rồi ấn định lại ngày khai mạc công đồng: 15.3.1545. Nhưng khi đặc sứ Tòa thánh đến chủ tọa công đồng thì thấy số nghị phụ đến dự công đồng quá ít nên đã xin hoãn đến cuối năm. Đức Phaolô III cử nhiều khâm sai đi các nơi thuyết phục các giám mục đồng thời yêu cầu các nhà cầm quyền không được làm khó dễ.
Trong thời gian này, bất ngờ xảy ra việc hoàng đế triển khai một chương trình tự mình đặt ra dựa trên nhiều điểm phù hợp với chương trình của Giáo hoàng. Vì người Tin lành bác bỏ một công đồng do Giáo hoàng Rôma chủ tọa nên Charles quyết định dùng vũ lực bắt các hoàng thân phải nghe theo. Phaolô III không chống lại điều đó và hứa giúp ông này ba trăm nghìn đuca và hai mươi nghìn bộ binh; nhưng Giáo hoàng đã khôn ngoan đưa thêm điều kiện là Charles không được ký kết một hiệp định nào riêng rẽ với những người lạc giáo và không được thông qua một thỏa thuận nào có hại cho đức tin và các quyền của tòa thánh.
Charles mong công đồng kéo dài cho đến khi có được một chiến thắng có lợi cho người công giáo. Hơn nữa, đoán trước được cuộc đấu tranh với những người lạc giáo sẽ dai dẳng hơn cuộc đấu tranh với các hoàng thân nên ông đã thúc giục Giáo hoàng tránh lập thành công thức các tín điều đức tin trong thời gian hiện tại và giới hạn các công việc của công đồng vào việc củng cố kỷ luật. Giáo hoàng không thể đồng tán thành những suy nghĩ này.
Cuối cùng công đồng Trentô (Tridentino) (1545-1563) (Công đồng chung thứ XIX) được khai mạc ngày 13.12.1545 tại Trentô, miền bắc nước Ý, gần các quốc gia germaniques là nơi đã lan tràn giáo phái Tin lành. Công đồng này gồm 3 thời kỳ (1545-1547, dưới triều Đức Phaolô III; 1551-1552 dưới triều Đức Giuliô III; 1562-1563, dưới triều Đức Piô IV) và có hai mục đích: định nghĩa đức tin trên những điểm bị những người Tin lành phủ nhận và khởi sự một cuộc canh tân Giáo hội một cách nghiêm túc, cuộc canh tân đã được đòi hỏi từ lâu.
Các nghị phụ đã mạnh mẽ đứng lên đương đầu với những vấn đề quan trọng nhất của đức tin và kỷ luật. Không sợ những lời đe dọa và phản đối của hoàng đế, họ đã thành lập công thức cho một thời kỳ về giáo lý công giáo liên quan đến Kinh thánh, tội nguyên tổ, sự công chính hóa và các Bí tích. Công đồng đã bắt đầu tốt các công việc của mình. Nhưng khi bệnh dịch hạch xảy ra ở Trentô, công đồng đã buộc phải hoãn lại và chuyển đến Bolonia.
Giáo hoàng không phải là người xúi giục hoãn công đồng, ông chỉ chứng duyệt quyết định của các nghị phụ. Mười lăm giám mục tận tâm với hoàng đế đã từ chối rời Trentô khi Charles đòi đưa công đồng trở về lại lãnh thổ Đức.
Tháng 2.1548, công đồng họp ở Bolonia, chỉ có giám mục Ý tham dự. Trong hai phiên họp 9 và 10 các nghị phụ không biểu quyết được một vấn đề gì, số các giám mục đến tham dự cũng giảm dần. Thêm vào đó, tinh thần tôn giáo cũng như chính trị rất căng thẳng (vụ ám sát Pierluigi Farnese 10.9.1547, tạm ước Augsburg 1548) buộc Giáo hoàng Phaolô III phải tuyên bố công đồng tạm ngưng kể từ ngày 13.9.1549. Hai tháng sau ông qua đời ngày 10.11.1549.
Công đồng đã hoàn tất song song hai phần việc này trong 25 khoá họp. Các sắc lệnh của Công đồng được xác nhận ngày 16 tháng 1 năm 1564 bởi Đức Piô IV. Công đồng Trentô đã có một ảnh hưởng quyết định trên đời sống và bộ mặt của Giáo hội Tây phương.

## Vấn đề Plaisance

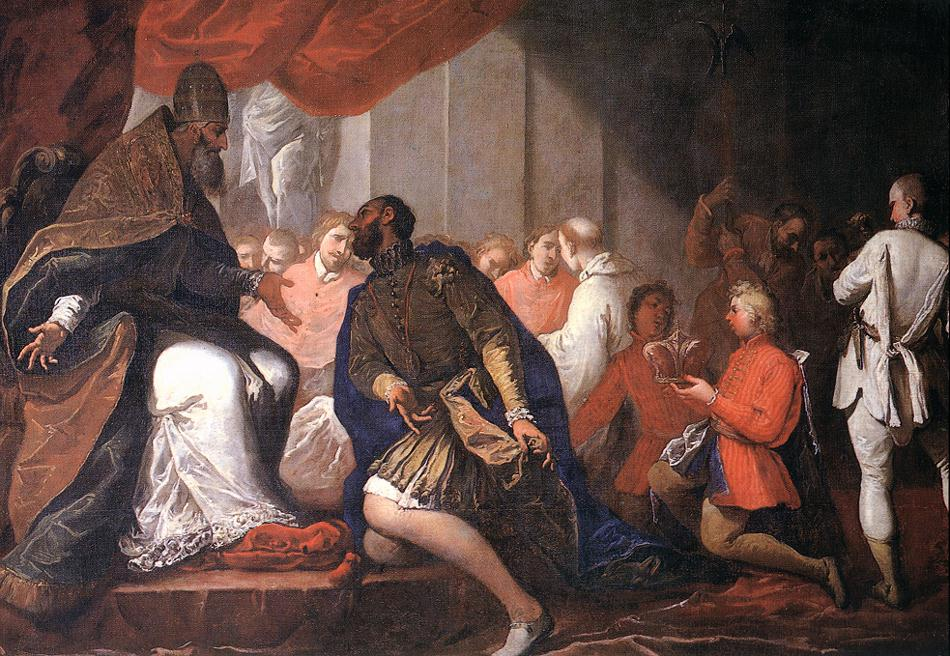
Giáo hoàng Paul III bổ nhiệm con trai của mình, Pier Luigi lên làm Công tước xứ Placenza và Parma. Họa phẩm của Sebastiano Ricci.

Trong cuộc tranh cãi không ngừng tái diễn giữa Charles và Francois, Phaolô III đã giữ vững thái độ trung lập nghiêm ngặt mặc dù Charles ép ông phải ủng hộ đế quốc và bắt Francois phải chịu những thi hành kỷ luật của giáo hội. Thái độ của Phaolô III với tư cách là người yêu nước Italia đủ để ngăn cản ông cho phép hoàng đế làm người trọng tài duy nhất của nước Italia.
Chính vì để đảm bảo sự nguyên vẹn của các lãnh thổ Giáo hoàng cũng như để thăng tiến các lợi ích gia đình mà Phaolô III đã khuyên Charles và các hồng y tin cậy của mình nâng Plaisance và Parme lên thành một đất công tước cho con trai mình là Pier Luigi. Một cuộc tranh cãi bỗng xảy ra với Gonzaga, thống đốc Milanô. Về sau việc này đã kết thúc bằng việc ám sát Pier Luigi và các lãnh thổ Giáo hoàng mất vĩnh viễn Plaisance.

## Qua đời

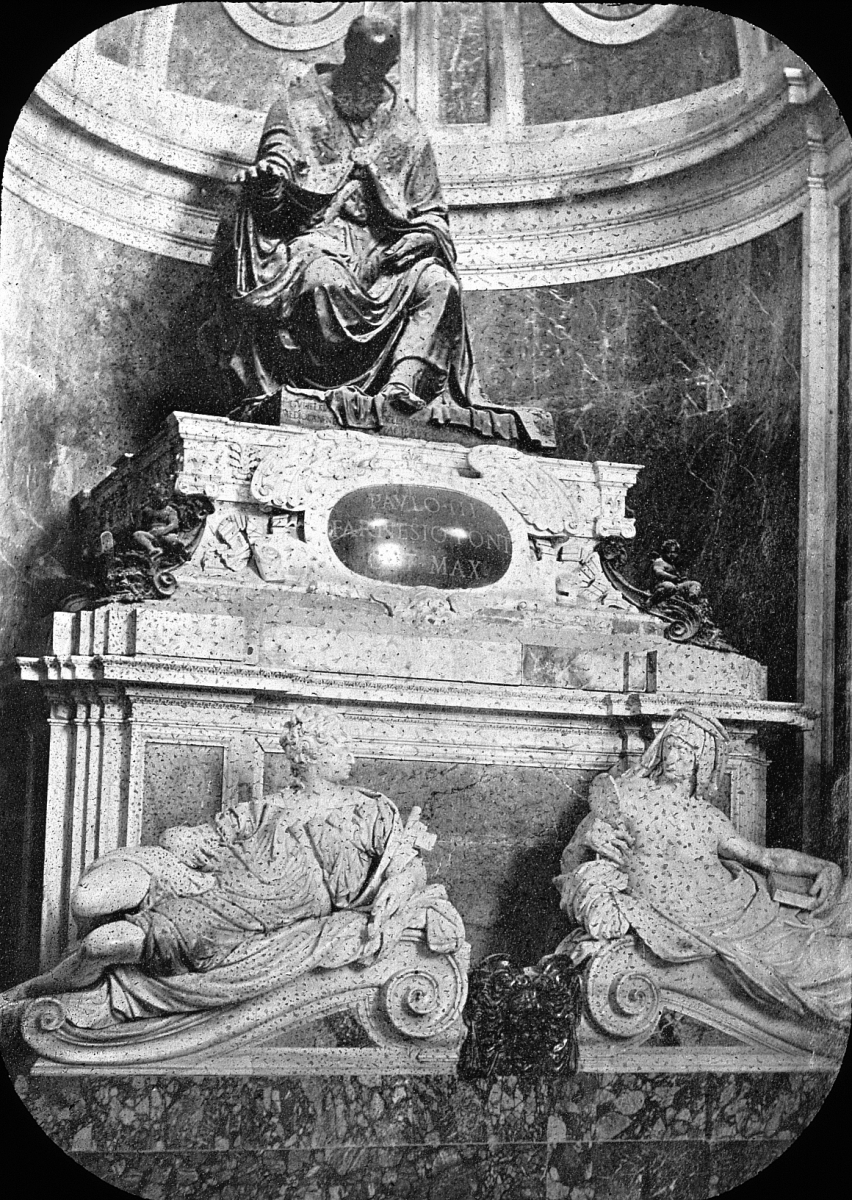
Mộ phần của Giáo hoàng tại Roma, Ý.

Cái chết của Giáo hoàng Phaolô III thật đột ngột. Sau khi Pier Luigi bị ám sát, ông đã đấu tranh để giữ lại Plaisance và Parme cho giáo hội và đã tước mất của Ottavio, con trai của Pier Luigi và là con rể của Charles những đất công tước này.
Ottavio tin vào lòng hào hiệp của hoàng đế nên từ chối tuân theo điều này, khiến cho vị Giáo hoàng hết sức đau lòng khi nghe tin cháu nội mình, hồng y Farnese đã nhận tiền trong vụ thỏa hiệp này. Ông lên cơn sốt dữ đội và từ trần tại Quirinal, ở tuổi tám mươi hai.
Ông được an nghỉ trong Vương cung thánh đường thánh Phêrô, trong phần mộ được Michel Ange vẽ và Gaglielmo delle Porta dựng lên. Tất cả các Giáo hoàng khác đều không an nghỉ trong một công trình nghệ thuật tương ứng với tầm quan trọng của họ trong lịch sử nhưng rất ít người đưa ra tranh cãi quyền của Farnese được an nghỉ ngay dưới tòa Phêrô.
Vào năm 1492, Colombo - nhà hàng hải người Bồ Đào Nha - đã tìm ra châu Mỹ. Và sau đó công cuộc truyền giáo được bắt đầu ở vùng đất mới này. Năm 1537, Phaolô III ra tông chiếu "Sublimis Deus" khẳng định thổ dân châu Mỹ là những con người tự do, cần truyền bá để họ theo đạo bằng đường lối ôn hòa.
Ở Rôma, tên ông được viết trong toàn thành phố mà ông đã canh tân, Nhà nguyện Paul, những công trình của Michel Ange ở nhà nguyện Sixtin, những đường phố của Rôma mà ông đã kéo dài và mở rộng ra, nhiều đồ vật nghệ thuật được kết hợp với tên Farnese.
Ngoài ra, ông cũng là người đã ban cho các dòng tu mới xuất hiện lúc bấy giờ các tu sĩ Capucinô, các tu sĩ Barnaba, các tu sĩ Thêati, các tu sĩ Dòng Tên, các nữ tu Ursula và nhiều dòng khác nữa. Triều đại của ông là một trong những triều đại có hiệu quả nhất trong biên niên sử của giáo hội.